# Comité Olímpico Argentino
Das Comité Olímpico Argentino (COA) ist das Nationale Olympische Komitee in Argentinien mit Sitz in Buenos Aires. Insgesamt 65 Sportfachverbände sind Mitglied im COA.

## Geschichte
Argentinien nahm bereits bei den Olympischen Spielen 1900 in Paris mit dem Fechter Francisco Camet an Sommerspielen teil, sowie 1908 in London mit dem Eiskunstläufer Horatio Torromé und 1920 in Antwerpen mit dem Boxer Ángel Rodríguez. Zur Gründung des Comité Olímpico Argentino kam es jedoch erst am 31. Dezember 1923 in Buenos Aires durch ein Dekret des argentinischen Staatspräsidenten Marcelo Torcuato de Alvear. Erster Präsident des COE wurde Ricardo C. Aldao. Im selben Jahr wurde das COA ins Internationale Olympische Komitee aufgenommen. Die erste Teilnahme Argentiniens an Olympischen Winterspielen erfolgte 1928 in St. Moritz.
1950 gehörte das COA zu den Gründungsmitgliedern der Panamerikanischen Sportorganisation und war ein Jahr darauf in Buenos Aires Ausrichter der ersten Panamerikanischen Spiele. Das COA war 1976 außerdem Gründungsmitglied der Organización Deportiva Suramericana, die die Austragung der Südamerikaspiele organisiert und an denen auch argentinische Sportler teilnehmen.
2018 richtete Argentinien erstmals die Olympischen Jugend-Sommerspiele aus.

## Präsidenten
Folgende Personen haben bislang das Amt des Präsidenten bekleidet:
- 1923–1927: Ricardo C. Aldao
- 1927–1928: Juan Carlos Palacios
- 1928–1929: Juan Bautista Peña
- 1929: Juan Carlos Gallegos
- 1929–1932: Horacio Bustos Morón
- 1932–1933: Juan Carlos Palacios
- 1933–1934: Alberto León
- 1934–1938: Próspero G. Alemandri
- 1938–1947: Juan Carlos Palacios
- 1947–1948: Ricardo Sánchez de Bustamante
- 1948–1955: Rodolfo Valenzuela
- 1955–1956: Fernando Huergo
- 1957–1964: José Oriani
- 1964–1965: Esteban Mallo
- 1965–1967: Ricardo Levene
- 1967–1971: Jorge Noceti Campos
- 1971–1973: Fernando Madero
- 1973–1977: Pablo Cagnasso
- 1977–2005: Antonio Rodríguez
- 2005–2008: Julio Ernesto Cassanello
- 2008–2009: Alicia Masoni de Morea
- seit 2009: Gerardo Werthein